# Primera División Uruguaya 1977
Il campionato era formato da dodici squadre e il Nacional vinse il titolo.

## Classifica finale
| Pos. | Squadra              | G  | V  | N  | P  | GF | GS | Punti |
| ---- | -------------------- | -- | -- | -- | -- | -- | -- | ----- |
| 1    | Nacional             | 22 | 16 | 4  | 2  | 54 | 19 | 36    |
| 2    | Peñarol              | 22 | 14 | 7  | 1  | 47 | 19 | 35    |
| 3    | Defensor             | 22 | 11 | 8  | 3  | 31 | 19 | 30    |
| 4    | Danubio              | 22 | 8  | 9  | 5  | 28 | 22 | 25    |
| 5    | Rentistas            | 22 | 6  | 9  | 7  | 26 | 27 | 21    |
| 6    | Bella Vista          | 22 | 5  | 10 | 7  | 27 | 27 | 20    |
| 7    | Montevideo Wanderers | 22 | 6  | 8  | 8  | 24 | 30 | 20    |
| 8    | Liverpool            | 22 | 5  | 9  | 8  | 21 | 27 | 19    |
| 9    | Sud América          | 22 | 6  | 5  | 11 | 19 | 32 | 17    |
| 10   | Cerro                | 22 | 5  | 5  | 12 | 23 | 40 | 15    |
| 11   | River Plate          | 22 | 5  | 4  | 13 | 17 | 34 | 14    |
| 12   | Huracán Buceo        | 22 | 2  | 8  | 12 | 18 | 39 | 12    |

G = Partite giocate; V = Vittorie; N = Nulle/Pareggi; P = Perse; GF = Goal fatti; GS = Goal subiti; 

## Classifica marcatori
| Gol |  |  | Giocatore       | Squadra |
| --- |  |  | --------------- | ------- |
| 19  |  |  | Fernando Morena | Peñarol |